# József Katona
József Katona (n. 11 noiembrie 1791, Kecskemét, Ungaria – d. 16 aprilie 1830, Kecskemét, Ungaria) a fost un scriitor maghiar.
Tragedia sa Bánk bán (1821 - Banul Bánk), inspirată din istoria medievală a Regatului Ungariei, cu referire la episodul uciderii reginei Gertrud de Andechs de marea nobilime la o partidă de vânătoare, constituie o operă impresionantă prin construcție și tensiune dramatică. Bánk bán a fost considerată cea mai reprezentativă dramă a literaturii maghiare.
Anterior acestei creații, Katona a semnat adaptări și traduceri de melodrame, romane istorice și sentimentale.